# 일본 핸드볼 국가대표팀
일본 핸드볼 국가대표팀(일본어: ハンドボール日本代表)은 일본을 대표하여 국제 경기에 참가하는 핸드볼 국가대표팀이며, 일본 핸드볼 협회가 운영하고 있다.